# Bogoštica
Pour l’article homonyme, voir Bogoštica (rivière).
Bogoštica (en serbe cyrillique : Богоштица) est un village de Serbie situé dans la municipalité de Krupanj, district de Mačva. Au recensement de 2011, il comptait 249 habitants.

## Démographie
| 1948 | 1953 | 1961 | 1971 | 1981 | 1991 | 2002 | 2011 |
| ---- | ---- | ---- | ---- | ---- | ---- | ---- | ---- |
| 490  | 551  | 513  | 442  | 356  | 327  | 269  | 249  |

|  |